# Jag valde mitt liv
Jag valde mitt liv är en självbiografisk roman av den svenska författaren Sigrid Kahle som släpptes av Albert Bonniers förlag 2003. Boken berättar om Kahles många resor om i världen, främst i Orienten och om hennes liv som islamolog. Bland annat återges hennes resor i Efterkrigstyskland, Orienten, Pakistan, Indien, Irak, Afghanistan, USA och Iran. 
Andra delen i hennes självbiografi, Att vilja sitt öde – trots allt, släpptes 2013.

## Utgåva
- Kahle, Sigrid (2003). Jag valde mitt liv. Stockholm: Bonnier. Libris 9062884. ISBN 9100101419